# Cementiri de Perafort
El cementiri de Perafort està situat al sud del poble de Perafort (Tarragonès) i està inclòs en l'Inventari del Patrimoni Arquitectònic de Catalunya.

## Descripció
Situat a mig kilòmetre al sud de les darreres cases del carrer Nou de Perafort. És una obra ben acabada i ha estat reformada recentment. A banda i banda té nínxols de tres pisos amb teulada de ceràmica marró i cresteria negra.
Al fons, s'aprecien petits panteons familiars, amb teulada de ceràmica i també amb cresteria negra. A l'esquerra, una capella amb un enterrament a terra; la capella i els petits panteons són tancats amb reixes de ferro forjat. Tot l'espai està enjardinat i té xiprers.

## Història
La primera notícia que es té del fossar fa relació al trasllat de l'antiga església del Codony i dels seus annexos al costat esquerre de la nova parròquia davant el Perafort. Això, però, sembla que no fou de manera immediata, ja que el vell fossar del Codony es devia emprar encara alguns anys.
La benedicció solemne del vell fossar fou el 25 de setembre de 1776. Es creu que Perafort hi hagué també un petit cementiri dins del nucli primitiu.
Per raons higièniques i urbanístiques —per a poder endreçar bé la plaça de l'església— el 1883, l'Ajuntament feu possible el trasllat d'aquest cementiri a un nou indret allunyat del poble.
Primer, es pensà de fer-ne un de sol —per a Perafort i Puigdelfí— però finalment se'n feren dos. El nou fossar s'inaugurà el 1919, però no entrà en funcionament fins al 1929.